# Ivan Ninić
Ivan Ninić (Šibenik, 3. prosinca 1947. – Šibenik, 23. travnja 2025.) bio je hrvatski političar i nogometaš.
Rođen je u Šibeniku 3. prosinca 1947. Završio je Pravni fakultet u Splitu. Na parlamentarnim izborima 2000. ulazi u 4. saziv Sabora kao član SDP-a na koalicijskoj listi s Hrvatskom socijalno-liberalnom strankom. Kao saborski zastupnik bio je član Odbora za pomorstvo, promet i veze te potpredsjednik Odbora za unutarnju politiku i nacionalnu sigurnost.
Za Ninića SDP nije bio dovoljno lijevo, pa 2007. napušta stranku i pokreće inicijativu za udruživanjem nekoliko manjih lijevih stranaka u jednu veću. Kao rezultat toga nastojanja, 25. ožujka 2007. u Rijeci se osniva Ljevica Hrvatske, a iz registra političkih stranaka se brišu stranke osnivači: Treći hrvatski blok - Vladimir Bebić,  Jadranski sabor, Maslina – Dalmatinska autonomaška stranka i Socijaldemokratska unija. Za predsjednika Ljevice Hrvatske izabran je Ivan Ninić, a za potpredsjednika Vladimir Bebić.